# Ротный Двор
Ро́тный Двор — деревня в южной части Струго-Красненского района Псковской области. Входит в состав Новосельской волости.

## Расположение
- Деревня расположена в 39 км к северо-востоку от города Псков на автодороге Санкт-Петербург — Псков — Киев М20 .
- Удалённость от административного центра района  — посёлка городского типа Струги Красные составляет 38 км.
- Расстояние до ближайшей железнодорожной станции — деревни Молоди составляет 14 км.
- Административный центр сельского поселения — деревня Цапелька находится в 7 км к северо-востоку от деревни.

## Население
| 2001 | 2002 | 2010 | 2011 |
| ---- | ---- | ---- | ---- |
| 131  | ↗146 | ↘94  | ↗118 |

Численность населения деревни по оценке на начало  2001 года составляла 131 житель, на 2011 год — 118 жителей.

## История
Деревня Ротный Двор известна с XIII века. О происхождении названия существует легенда: некая шайка бандитов держала в страхе окрестности. На её уничтожение выслали войска, вставшие лагерем в деревне Ротный Двор. Бандитов они «сцапали» в деревне Цапелька и затем «уморили» в болоте или речке у деревни Мараморочка.
С января 1995 года до апреля 2015 года деревня входила в состав Цапельской волости.